# Master of Puppets
Master of Puppets je třetí studiové album thrashmetalové skupiny Metallica. Album se stalo jedním z nejdůležitějších a nejvlivnějších metalových alb; dosáhlo 29. příčky v žebříčku Top 200 časopisu „Billboard“. Dodnes se ho jen v USA prodalo 6 miliónů kopií. Byla to poslední deska, na které účinkoval baskytarista Cliff Burton (v září téhož roku tragicky zahynul), Album platí za milník v historii heavy metalu. Časopis Rolling Stone umístil Master of Puppets na 167. příčku ve svém žebříčku 500 greatest albums of all time ( Archivováno 10. 6. 2007 na Wayback Machine.). Magazín Kerrang! umístil album Master of Puppets na druhé místo ze 100 nejlepších rockových alb vůbec. Též se umístilo na prvním místě v seznamu sestaveném na metal-rules.com a v žebříčku Top 100 Metal Albums of All Time. 
V roce 2016 bylo jako první heavymetalové album v historii zařazeno pro svůj "kulturní, historický a/nebo estetický význam" americkou Kongresovou knihovnou do Národního registru nahrávek. Archivováno 7. 5. 2016 na Wayback Machine.

## Seznam skladeb
| Pořadí         | Název                        | Hudba                                        | Délka |
| -------------- | ---------------------------- | -------------------------------------------- | ----- |
| 1.             | Battery                      | James Hetfield, Lars Ulrich                  | 5:10  |
| 2.             | Master of Puppets            | Hetfield, Ulrich, Cliff Burton, Kirk Hammett | 8:35  |
| 3.             | The Thing That Should Not Be | Hetfield, Ulrich, Hammett                    | 6:34  |
| 4.             | Welcome Home (Sanitarium)    | Hetfield, Ulrich, Hammett                    | 6:26  |
| 5.             | Disposable Heroes            | Hetfield, Ulrich, Hammett                    | 8:16  |
| 6.             | Leper Messiah                | Hetfield, Ulrich                             | 5:38  |
| 7.             | Orion (instrumentální)       | Burton, Hetfield, Ulrich                     | 8:22  |
| 8.             | Damage, Inc                  | Hetfield, Ulrich, Burton, Hammett            | 5:30  |
| Celková délka: | Celková délka:               | Celková délka:                               | 54:41 |

## Sestava
- James Hetfield – kytara, zpěv, intro ve skladbě 1, sólo v mezihře ve skladbě 2, první kytarové sólo ve skladbě 7
- Kirk Hammett – kytara
- Cliff Burton – baskytara, doprovodný zpěv, basové sólo ve skladbě „Orion“
- Lars Ulrich – bicí

- Flemming Rasmussen – produkce, režie
- Michael Wagener; Mark Wilzcak – mix

## Zajímavosti
- Na oslavu 20. výročí vydání,  hrála Metallica celé album na turné Escape from the Studio '06. Tyto koncerty obsahovaly i první kompletní vystoupení instrumentální skladby „Orion“ (i když střední pasáž této skladby hráli na různých koncertech jako součást basového sóla začátkem 90. let). Titulní skladba Master of Puppets se umístila na 51. místě v žebříčku „The Greatest Guitar Solos“ v časopise Guitar World.

## Coververze
- V únoru 2002 progressive metalová kapela Dream Theater odehrála na svém koncertu celé album.
- 5. dubna 2006 bylo vydání časopisu Kerrang! věnováno tomuto albu a poskytlo čtenářům album coververzi Master Of Puppets: Remastered.